# ワイルド・ワディ・ウォーター・パーク
ワイルド・ワディ・ウォーター・パーク（Wild Wadi Water Park）は、アラブ首長国連邦、ドバイにある屋外ウォーターパーク。ブルジュ・アル・アラブやジュメイラ・ビーチ・ホテルの隣にあるジュメイラ地区に位置し、ドバイを拠点とするホテル経営者、ジュメイラ・インターナショナルによって運営される。
ワイルド・ワディには、温水と冷水の造波プール、多数のウォータースライダー、2つの人工サーフィンがある。さらに、公園には、北アメリカ以外で最大のウォータースライダーがあったが、近年、2つの他の乗り物をつくるためのスペースとして使われ、撤去された。また、10分ごとに流れる18 m (59 ft)の滝も特徴的である。ウォーターパークには、2つのギフトショップや3つのレストラン、2つの軽食スタンドがある。
パークは、アメージング・レース5やアメージング・レース・アジア1にも使用され、チームは21 m (69 ft)を滑り降りなければならなかった。また、アメージング・レース・オーストラリア2でも使用されたが、チームは人工サーフィンを行い、サーフボードで次の手がかりを得ていた。

## ライド
マスター・ブラスター・スライダーは、「アップヒル・ウォーター・ジェットコースター」として最も評されている。ライダーは1人用か2人用のリングに座ることができ、高性能のウォータージェットで上りを推進する。
マスター・ブラスター・ライド： 
- ホワイト・ウォーター・ワディ
- ジェベル・ルックアウト
- ワディ・リープ
- Hos'Nハーレー
- ファラジ・ヒューリー
- ワディ・ツイスター
- ワディ・バッシャー
- フロード・リバー・フライヤー

リング・ライダーは、一般的な下りのスライダーである。ライダーは1人用か2人用のリングのどちらに座るかが選択できる。
リング・ライダー：
- タンブル・フォールズ
- ファルコン・ヒューリー
- ラッシング・ラピッズ
- サンダー・ラピッズ
- トンネル・オブ・ドーム

タントラム・アレー&ブルジュ・スルジは、ファミリーライドと交換した2つの新しいスライダーで、この地域では、最初の種類である。タントラム・アレーは、2つのボールのある3つのトルネード&ブルジュ・スルジを組み合わせたスライダーである。

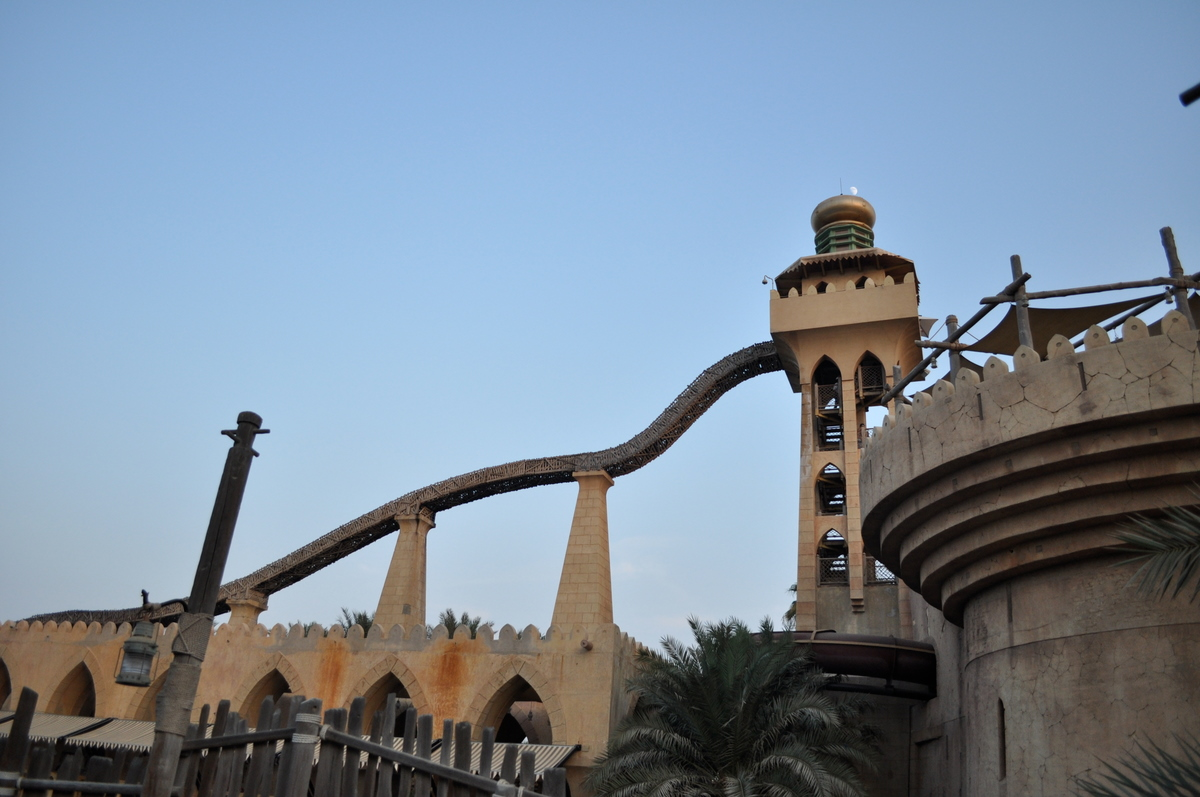
ジュメイラ・シーラ

ジュメイラ・シーラは、北アメリカ以外で最も高く、最初のフリーフォール・ウォータースライダーである。高さは33 m (108 ft)で、ライダーは80 km/h (50 mph)までスピードアップする。
フローライダーは、造成されたプールの中を毎秒7トン以上の水が横切るサーフィンのシミュレーター。これらのライドは、板の位置を腰、膝などに対応している。
ブレーカーズ・ベイは、中東で最大の造波プール。プールでは、5つの異なった場所へ1.5 m (4.9 ft)の波が横切る。
ユハス・ジャーニーは、長さ360 m (1,180 ft)の川で、ゲストがパーク内でリラックスしながら浮遊することを可能にしている。
ユハス・ダウ・アンド・ラグーンは、ワイルド・ワディの子供用プレイエリアで、100以上のウォーターゲームやライドがある。